# Larry Hall
Larry Dewayne Hall (nacido el 11 de diciembre de 1962) es un asesino en serie estadounidense sospechoso de acechar y asesinar a varias mujeres jóvenes y menores entre 1981 y 1994. Aficionado a la Revolución Americana y la Guerra de Secesión, Hall viajó por el Medio Oeste en busca de recreaciones históricas, donde a menudo secuestraba, violaba y asesinaba a adolescentes. Estuvo bajo la atención de la policía después del descubrimiento de los restos de una joven de quince años en noviembre de 1993 y fue condenado por su secuestro. Más tarde confesó dicho crimen y un asesinato adicional, aunque posteriormente se retractó de ambas confesiones.
Desde su arresto, Hall ha confesado más de 35 asesinatos (retractándose de todos), aunque las autoridades creen que podría ser responsable de la muerte y desaparición de 40 a 50 mujeres jóvenes, lo que lo ubicaría entre los asesinos en serie más prolíficos en la historia de Estados Unidos.

## Primeros años
Larry Hall nació como gemelo en Wabash, Indiana, el 11 de diciembre de 1962, del matrimonio formado por Robert Hall, sepulturero del cementerio local, y Aera Hall, ama de casa. Pasó sus primeros días en una unidad de cuidados intensivos neonatales por falta de oxígeno después de que su hermano gemelo Gary «se alimentara de él en el útero» en un embarazo monocoriónico. A los doce años, Hall empezó a cavar tumbas con su padre sacristán, del que estaba «aterrorizado», en el cementerio Falls de Wabash, lo que le insensibilizó a la presencia de cadáveres humanos y le llevó a robar objetos de valor de los ataúdes enterrados en el cementerio. Hall y su hermano asistieron a la escuela primaria West Ward, donde mostró un comportamiento antisocial y tuvo dificultades académicas debido a su bajo coeficiente intelectual, que al parecer se situaba en los 80. Según Gary Hall, Larry no tenía amigos ni novias y, a pesar de sus esfuerzos por ser una influencia positiva para su hermano, Larry era «malvado» e intentó matarle en varias ocasiones.
La familia Hall sufrió dificultades económicas, que aumentaron cuando Robert perdió su trabajo como sepulturero e hizo que la familia tuviera que abandonar la casa que les habían asignado en el cementerio y mudarse a una choza con un solo dormitorio. Fue despedido del cementerio de Falls cuando empezó a colocar cadáveres en tumbas equivocadas debido a su agresivo alcoholismo. A menudo se burlaban de Hall en la escuela por ser más lento que los demás niños, además de sus frecuentes terrores nocturnos, diversos impedimentos del habla y enuresis compulsiva. A la edad de quince años, Hall y su hermano fueron detenidos por romper los cristales de una tienda del centro de la ciudad. También se sospecha que Hall cometió otros delitos menores, incendios provocados y robos, durante su adolescencia en Wabash, su ciudad natal. Después del instituto, Hall consiguió un trabajo como conserje y empezó a viajar por todo el país para participar en recreaciones históricas de la Guerra de Secesión. El hermano de Hall afirmará luego que el disfraz de la guerra de Secesión de Larry era una forma de ocultar su falta de higiene personal y de satisfacer sus impulsos violentos.

## Asesinatos
La Oficina Federal de Investigación cree que Hall comenzó a matar a principios de la década de 1980. Durante la década siguiente, se descubrieron numerosos cadáveres de mujeres, algunas jóvenes y sin identificar, que posteriormente se atribuyeron a Hall, debido a que sus cuerpos habían sido estrangulados y mutilados sexualmente. Hall frecuentaba lugares de recreación histórica de todo Estados Unidos y seleccionaba víctimas de pueblos y ciudades cercanos. Secuestraba a sus víctimas, que eran principalmente, aunque no exclusivamente, jóvenes blancas y mujeres adultas, y a menudo, aunque no siempre, las violaba y torturaba, para después apuñalarlas o estrangularlas hasta la muerte. Normalmente, desmembraba sus cuerpos post mortem y realizaba actos sexuales con sus cadáveres.

## Presuntas víctimas
- El 28 de junio de 1982, Naomi Lee Kidder, de 19 años, salió de Búfalo, Wyoming, con varios amigos camino de Rawlins, Wyoming. Se alojaron en el Travel Lodge Hotel hasta el 29 de junio de 1982, cuando Kidder salió a hacer autostop. Esta fue la última vez que se la vio con vida. Su cadáver desnudo en descomposición fue descubierto en el condado de Natrona, Wyoming, el 10 de septiembre de 1982, en una fosa parcialmente excavada.[2] Fue identificada el 10 de marzo de 1993, mediante registros dentales. La causa de su muerte fue estrangulamiento con ligadura. Hall se considera un sospechoso viable porque se encontró en su poder un documento con el nombre de Kidder después de su arresto.[3]

- El 6 de septiembre de 1986, el cuerpo desnudo de una mujer joven, estrangulado y mutilado sexualmente fue encontrado un día después de su muerte en un maizal cerca de Summerfield, Illinois. Los detectives se refirieron a ella como "Summerfield Jane Doe", y fue enterrada en el Mount Hope Cemetery bajo una lápida donde se inscribió "Jane Doe: Known Only to God" (Desconocida: solo conocida por Dios).[4] En 2007, fue identificada como Eulalia Mylia "Lolly" Chavez, una autoestopista de 26 años procedente de Palo Alto, California, tras coincidir las huellas dactilares de un registro de arrestos. Tras confesar el asesinato de Chavez a un reportero de televisión de St. Louis por carta, Hall se convirtió en sospechoso. Las pruebas de ADN en la escena del crimen resultaron no concluyentes en cuanto al ADN de Hall.[5]

- Linda Lynn Weldy, de 10 años, desapareció el 24 de febrero de 1987, después de que su autobús escolar la dejara cerca de su casa en McClung Road en La Porte, Indiana, alrededor de las 15:30 horas.[6] Su cuerpo fue encontrado dos semanas después, el 17 de marzo, junto a una vía férrea abandonada, a diez km de County Road 500 South, cerca de Kingsbury.[7] Había sido estrangulada manualmente. Según los investigadores, Hall se encontraba en la zona en ese momento.[8]

- Alrededor de las 14:00 horas del 4 de junio de 1987, Wendy Louise Felton, de 16 años, se quedó en casa en Marion, Indiana, mientras su hermana mayor llevaba a sus padres al aeropuerto para un viaje de negocios.[9] Cuando su hermana regresó a las 17:00 horas, descubrió que Felton se había ido, pero sus pertenencias continuaban en su dormitorio.[10] La casa de los Felton estaba a menos de cuarenta km de Wabash, donde Hall vivía en ese momento, y a solo unos pocos kilómetros de un sitio de recreación histórica que visitaba con frecuencia. Los detectives no descartan a Hall como sospechoso de la desaparición.

- Paulette Sue Webster, de 19 años, fue vista por última vez caminando de regreso a casa desde la casa de una amiga en Chester, Illinois, a las 23:00 horas del 2 de septiembre de 1988.[11][12] No se la ha vuelto a ver. Las autoridades inicialmente creyeron que se había ido por voluntad propia, pero ahora se sospecha un crimen. En 2011, Hall envió una carta al autor Christopher Hawley Martin, nativo de Wabash, quien escribió un libro sobre Hall, en la que se atribuía el asesinato de Webster. Hall reclamó que se llevó a Paulette de las carreteras principales que cruzan Chester, cerca de un parque de casas rodantes.[13] Luego afirmó que se llevó a Paulette a un lugar remoto donde la retuvo y la agredió sexualmente durante varias horas. Hall arrojó el cadáver al Mississippi o lo enterró. Hall escribió, "Si lo hubiera hecho yo, la habría tirado a un río o en un campo".[14]

- El 1 de julio de 1991, Michelle Lee Dewey, madre soltera de 20 años, fue encontrada estrangulada en su apartamento en South Downey Avenue en el barrio de Irvington en Indianapolis. Su hijo de dieciocho meses se encontraba en una habitación trasera cerrada, ileso. El hermano de Hall, Gary, afirmó que le confesó el asesinato de Dewey.[15] Hall había visitado Indianapolis ese día tras ver un anuncio de venta de una camioneta Dodge de 1982. Las autoridades sospechan que Hall vio a Dewey tomando el sol en el patio trasero.

- Laurie Jean Depies, de 22 años, fue vista entrando en su Volkswagen gris de 1984 en el Fox River Mall en Grand Chute, Wisconsin, el 19 de agosto de 1992, aproximadamente a las 22:00 horas.[16] Aparentemente llegó al complejo de apartamentos de su novio en el bloque 300 de West Wilson Avenue en Menasha entre las 22:15 y las 22:30 horas. El novio de Depies la esperaba en su apartamento con su hermana y un amigo.[17] Oyeron su auto entrar al estacionamiento y bajaron a buscarla cuando vieron que no subía al apartamento. Encontraron su vehículo aparcado en el estacionamiento del complejo, cerrado con llave.[18] Se encontraba sobre el capó un vaso de plástico con soda, y el bolso de Depie y la bolsa con la compra todavía estaban dentro. En 2010, Hall, que fue identificado por primera vez como sospechoso de la desaparición de Depies en 1995, admitió haberla secuestrado y asesinado.[19] Los investigadores registraron el área donde Hall dijo haber enterrado a Depies, pero no pudieron localizar ningún resto ni ninguna otra prueba tangible de su afirmación.[20]

- Tricia Lynn Reitler, estudiante universitaria de 19 años, fue vista por última vez aproximadamente a las 20:00 horas del 29 de marzo de 1993, en la Universidad Wesleyana de Indiana en Marion. Reitler caminó hasta el supermercado Marsh Supermarket, que estaba casi a seiscientos metros del campus, y compró un refresco y una revista, antes de salir con la intención de regresar a su dormitorio en Bowman Hall.[21] Las autoridades creen que fue secuestrada por el camino. Entre la tienda y la universidad, cerca de Seybold Pool y Centre Elementary School, se encontraron en un campo los pantalones, la camisa y los zapatos de Reitler manchados de sangre. Los investigadores encontraron mapas, éter, fotos y artículos recortados de revistas y periódicos sobre la desaparición de Reitler dentro de la camioneta de Hall.[22] Además, había mensajes manuscritos describiendo a Hall acosando a mujeres fuera del supermercado donde Reitler fue vista por última vez. Hall finalmente se retractó de su confesión del asesinato de Reitler, y nunca fue acusado en relación con su desaparición. Los investigadores buscaron el cuerpo en el condado de Grant cerca del embalse de Mississinewa. Hall los condujo al lugar de los hechos, afirmando que lo había enterrado allí, pero no encontraron ninguna prueba.

- El 23 de septiembre de 1993, Jessica Lynn Roach, de 15 años, fue vista aproximadamente a las 15:00 horas mientras montaba su bicicleta cerca de su casa en Georgetown, Illinois. El 8 de noviembre, su cuerpo fue descubierto en un maizal en Perrysville, Indiana.[23] A principios de 1994, dos chicas de 14 años también de Georgetown denunciaron a la policía que un hombre en una camioneta las seguía. A los pocos días, otras dos adolescentes de Georgetown, denunciaron que también las habían seguido mientras caminaban a casa. Pudieron tomar un número de matrícula parcial. La policía determinó que el vehículo estaba registrado a nombre de Hall, quien fue llevado a interrogar en octubre de 1994. Después de encontrar evidencia en su camioneta que lo vinculaban con la desaparición de Roach, y después de que Hall diera detalles que solo el autor del crimen podía conocer, finalmente confesó y fue acusado del secuestro de Roach. Sin embargo, no fue acusado de su asesinato porque la policía no pudo determinar dónde fue asesinada. Fue arrestado en la casa de sus padres en Wabash en diciembre de 1994 y declarado culpable en junio de 1995.[24][1]

## Encarcelamiento
En 1998, la Oficina Federal de Investigación se puso en contacto con un hombre de negocios de Chicago llamado James Keene, que cumplía una condena de diez años de prisión por un cargo de conspiración para traficar con drogas. Tras conocer la afabilidad, el encanto y el carisma de Keene, y preocupados por la posibilidad de que Hall ganara el recurso contra su condena por el secuestro de Roach, le ofrecieron conmutar totalmente y anular la condena de Keene si accedía a ser trasladado a la misma prisión de máxima seguridad que Hall para entablar amistad con él y obtener la localización de los cadáveres de sus víctimas. Keene aceptó la propuesta y Hall acabó confesándole que había matado a Reitler. Hall mostró a Keene un mapa del Medio Oeste estadounidense en el que estaba trabajando y en el que había puntos rojos y nombres que representaban a sus víctimas.
En respuesta, Keene le llamó «una de las formas de vida humana más despreciables de este planeta». Incapaz de contactar con sus contactos en el gobierno o de demostrar su verdadera identidad, Keene fue recluido en régimen de aislamiento durante dos semanas antes de ser puesto en libertad. Las autoridades nunca recuperaron el mapa. La eventual apelación de Hall fue denegada y Keene quedó en libertad. Hall cumple cadena perpetua sin posibilidad de libertad condicional en el Complejo Correccional Federal de Carolina del Norte.

## En la cultura popular
La miniserie de 2022 Black Bird describe la relación de Jimmy Keene y Hall en prisión. Hall es interpretado por Paul Walter Hauser.